# Etimologia de «London»

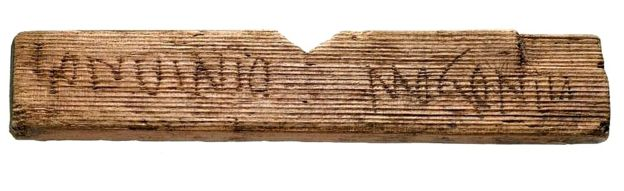
Una taula de fusta datada pels acadèmics del 65 dC, on s'hi pot llegir "Londinio Mogontio", que es podria traduir com 'De Londres, a Mogontius"

El nom «London» deriva d'una paraula certificada per primera vegada, en forma llatinitzada, com Londínium. Al segle I dC, aquest era un centre comercial a la Britannia romana. Tanmateix, en temps recents, una sèrie de teories alternatives també han estat proposades i, a partir del 2017, les publicacions acadèmiques s'han decantat per donar suport a la teoria que fa derivar el terme London de la forma celta britànica Londonjon, la qual tindria un origen celta.
En aquest cas, l'etimologia del nom és incerta. Hi ha un llarg historial d'etimologies amb trets mítics, com ara les que trobem a la Historia Regum Britanniae, document del segle xii, on s'afirma que el nom de la ciutat deriva del nom del Rei Lud, monarca que hauria controlat la ciutat en un determinat moment de la història.

## Primers testimonis
El lingüista anglès Richard Coates, que va publicar, l'any 1998, en un article, la seva teoria sobre l'etimologia de London, també va revisar totes les altres propostes conegudes, sobre els orígens del nom, en grec, llatí, britànic i anglosaxó, retrocedint fins a l'any 900 dC. La majoria de les fonts més antigues comencen amb Londin- (Λονδίνιον, Londino, Londinium etc.), encara que hi ha algunes que comencen amb Lundin-. Els exemples més tardans ja opten, majoritàriament, per començar amb Lundon- o London-, i tots els exemples fonamentats en els anglosaxons comencen amb Lunden- i opten per diverses terminacions. Richard Coates va advertir que l'ortografia moderna amb deriva d'un hàbit de l'escriptura medieval que evitava l'ús de la <u> en determinat tipus de cal·ligrafia gòtica.
El més primerenc escrit que es coneix que esmenta London el trobem en una taula descoberta a Londres, l'any 2016. Va ser datada entre els anys 65 i 80 dC, i s'hi pot llegir Londinio Mogontio que es traduiria com "De Londres, a Mogontius". Mogontio, Mogontiacum és el topònim celta per anomenar la ciutat alemanya de Magúncia.

## Fonologia
Richard Coates, l'any 1998, va afirmar: "és bastant clar que aquestes vocals que trobem a les formes més primerenques del topónim [és a dir, Londinium i Lundinium], ambdues <o> i <u> representin fonologicament sons de vocal llarga". Coates va observar que la terminació del topònim, a les fonts llatines prèvies al 600 dC, és sempre -inium, fet que indicaria una doble terminació britànica -in-jo-n
Durant molt de temps s'ha pensat que la forma anglosaxona Lunden i el nom gal·lès Llundein no podien derivar directament de la forma * Londinjon del brittonic vulgar. Si considerem els canvis de so regulars en les dues llengües, el gal·lès hauria produit *Lunnen o similars, i l'anglès antic hauria produit *Lynden per mutació de la i.
Coates va acceptar l'argument de Jackson, plantejat l'any 1938, on especulava que la forma britànica era -on-jo-n, amb el canvi a -inium inexplicable. Coates també va pensar que la primera -i- podria haver sorgit per metàtesi de la -i- de la darrera síl·laba del seu ètim.
El lingüista holandes Peter Schrijver, l'any 2013, per mirar d'explicar les formes medievals Lunden i Llundein considerava dues possibilitats:
- Al dialecte local del britànic celta de les terres baixes (Lowland), que més tard s'extiguiria, -ond- esdevenia -und- de manera regular, i -ī- esdevenia -ei-, produint Lundeinjon i, més tard, Lundein. Les formes gal·leses i angleses serien, aleshores, manllevades d'aquestes. Aquesta hipòtesi requeriria que la forma llatina tingui un llarg ī: Londīnium.
- El dialecte llatí britànnic primerenc, probablement desenvolupat de manera similar al dialecte del gal, avantpassat del francès antic. Concretament, la i llatina accentuada curta va desenvolupar primer a una mig tancada /e/, i després una diftongada //ei//. La combinació -ond- també es desenvolupa habitualment en -und- en francès antic. Així, conclou Schrijver, els romans de la Gran Bretanya haurien pronunciat el nom com Lundeiniu, i després Lundein, de les quals sorgeixen les formes en gal·lès i anglès. Aquesta hipòtesi requereix que la forma llatina tingui una i curta: Londinium.

Peter Schrijver conclou que el nom de Londinium va experimentar canvis fonològics en un dialecte local (ja sigui el celta britànic o el llatí britànnic) i que les formes medievals enregistrades en gal·lès i anglosaxó hauria estat derivades d'aquesta pronunciació dialectal.

## Etimologies proposades

### Cèltiques
Richard Coates ens diu (p. 211) que "L'especulació no-mítica més primerenca ... se centra en la possibilitat de derivar el terme London del gal·lès Llyn din, presumptament 'fort del llac'. Però llyn deriva de britànic * lind-, el qual és incompatible amb totes les atestacions primerenques. Un altre suggeriment, publicat al The Geographical Journal el 1899, defensa que l'àrea de Londres fou, als seus inicis, un assentament dels Belgae que van anomenar les seves colònies com les poblacions de la Gallia Belgica. Alguns d'aquests topònims belgues haurien estat atribuïts a la seva homónima London, com per exemple Limé, Douvrend, i Londinières.
H. D'Arbois de Jubainville va suggerir l'any 1899 que el nom London significava fortalesa de Londino. Però Coates ho contra-argumenta assegurant que no consta cap registre d'aquest nom propi a la zona, i que l'etimologia suggerida per D'Arbois (del celta * londo-, 'feroç') tindria una vocal curta. Coates explica també que aquesta teoria va ser acceptada pels lingüístiques fins a la dècada de 1960, i més recentment encara per alguns especialistes. Aquesta proposta va ser reviscolada l'any 2013, gràcies a Peter Schrijver, qui va suggerir que el sentit de l'arrel *lendh- ('enfonsament' o 'causa d'enfonsament') del proto-indo-europeu, la qual hauria produït el substantiu celta * londos ('domini'), va sobreviure en la llengua celta. Combinat amb el sufix celta -injo- (utilitzat per formar substantius singulars de col·lectiu), podria explicar la forma celta * londinjon 'lloc inundat' (periòdicament)'. Aquesta hipòtesi d'en Schrijver, explicaria més fàcilment totes les formes llatines, gal·leses i angleses. Aproximacions similars a Schrijver són les que ha desenvolupat Theodora Bynon, qui l'any 2016 va donar suport una etimologia celta similar, mentre suggeria que el topònim va ser manllevat de la llengua, provinent de l'oest-germànic, avantpassada del l'anglès antic, i no pas del mateix anglès antic.
Richard Coates (1998) proposa una forma del Britànic vulgar de cada *Lōondonjon o * Lōnidonjon, els quals haurien esdevingut *Lūndonjon i per això passen a Lūndein o Lūndyn. Un avantatge de la forma *Lōnidonjon és que podria derivar, de la llatina Londinium, per metàtesi, a * Lōnodinjon. L'etimologia d'aquest * Lōondonjon, tanmateix, s'acostaria als hidrònims de l'antic europeu del pre-celta. Així, de l'hidrònim * Plowonida, el qual hauria estat aplicat al riu Thames a la zona on aquest esdevé massa ample per a ser vorejat, a la proximitat de Londres. L'assentament a la rivera del riu hauria estat anomenat com l'hidrònim, amb el sufix -on-jon, generant * Plowonidonjon i *Lowonidonjon, en llengua celta insular
El nom del riu mateixe derivaria de les arrels indo-europees * plew- "per fluir, nedar; barca" i * nejd- "per fluir", trobades en diversos noms del riu al voltant Europa. Richard Coates admet que els noms compostos són comparativament rars per als rius a l'àrea indo-europea, però no són completament desconeguts. Lacey Wallace descriu aquesta derivació com "una mica tènue". El Museu de Londres és més generós, i declara al seu web que "els filòlegs ara equiparen el nom amb la paraula indo-europea 'plowonida', que significat 'riu que flueix ràpid' en referència al riu Thames".

### No cèltiques
Entre les primeres explicacions científiques en trobem una del lingüista italià Giovanni Alessio, del 1951. Aquest va proposar un origen ligur, més que no pas un origen celta, per al topònim, a partir de l'arrel *lond-/lont- que significa 'fang' o 'pantà'. La crítica més important que Richard Coates troba a aquesta hipòtesi és que no té la vocal llarga requerida. Tanmateix una opció alternativa també proposada per Alessio, * lōna, tindria la vocal llarga, però en aquest cas, mancaria de la consonant requerida i, a més, no hi ha cap evidència que el poble dels ligurs s'hagi assentat a la Gran Bretanya.
L'historiador Jean-Gabriel Gigot, en un article publica el 1974, ens adverteix sobre el topònim de Sant-Martin-de-Londras, una població occitana. Gigot relaciona el topònim Londres amb la vila occitana, que veu provinent de l'arrel germànica * lohna, i argumenta que el topònim britànic també podría venir d'aquella font. Però una etimologia germànica no és compartida per la majoria dels especialistes. A més, Sant-Martin-de-Londres, que és Sant-Martin-de-Londras, en la llengua llengua occitana original, és esmentada com a (Sant-Martin de) Londres el 1088 dC; com a Dundras el 1100 dC, com a Dundres el 1101 dC i com a Lundras el 1110 dC. Alguns especialistes veuen més probablement que el nom sigui el resultat de l'aglutinació de l'article l'ondras o d'ondras, a partir de l'occità antic, o *ondra, similar al dialecte occità de la Gasconya oundre, que significa "ornament", com l'expressió fieu oundrat ('feus nobles').

## Altres propostes
El registre més primerenc del topònim s'atribueix a Geoffrey de Monmouth. A la Historia Regum Britanniae, es recull que el nom fou originat pel Rei Lud, que va governar la ciutat de Trinovantum i va manar que fos reanomenada, en el seu honor, com a Kaerlud. Finalment, va ser articulada com a Karelundein i d'aquí va derivar a London. Tanmateix, hi ha qui opina que la feina de Geoffrey conté molts supòsits fantasiosos sobre el topònim i que els seus suggeriments no tenen fonaments lingüístics.
Altre teories proposades al llarg dels anys han estat:
- L'historiador britànic William Camden va suggerir que el nom podria venir del terme brythonic 'lhwn' (en gal·lès modern Llwyn din), que significanria "arboleda" i "ciutat". Així, donaria origen al topònim Lhwn Ciutat,que es podria traduir com a "ciutat a l'arboleda".[17]
- John Jackson, publicà a la Gentleman's Magazine, l'any 1792, un desafiament a la teoria anterior i suggereix que London deriva de Glynn din, que significaria 'ciutat de la vall'.[18]
- Alguns experts angloisraelites van advertir que els Anglosaxons, com a descendents de la Tribu de Dan, podien haver anomenat el seu assentament com a lan-dan, que significaria "Llar de Dan" en hebreu.[19]
- Un article anònim al jornal The Cambro Briton, del 1821, aporta el suggeriment que London podria derivar de Luna din ('fortalesa llunar o ciutat llunar'), i també esmenta, de passada, la possibilitat de Llong din ('fortalesa de vaixells').[20]
- Diverses teories van ser publicades a les pàgines de Notes and Queries el 27 de desembre de 1851, incloent-hi la hipòtesi Luandun (presumptament "ciutat de la lluna", en referència al temple de Diana, que es creu que hi devia haver a la St Paul's Cathedral de Londres), i Lan Dian o Llan Dian ("temple de Diana").[21]
- A la publicació The Cymry of '76, de l'any 1855, Alexander Jones ens diu que el nom gal·lès derivaria de Llyn Dain, que significaria 'piscina del Thames'.[22]
- Un manual per a viatgers del 1887 afirma que "l'etimologia de London és la mateixa que la de Lincoln" (llatí Lindum).[23]
- El general Henri Nicolas Frey, al seu llibre titulat Annamites et extrême-occidentaux: recherches sur l'origine des langues, del 1894, emfasitza la semblança entre el nom de la ciutat i les dues paraules vietnamites lœun i dœun que juntes podrien significar "baix, inferior o fangós".[24]
- Edward P. Cheney, al seu llibre titulat A Short History of England (p. 18),del 1904, atribueix l'origen del nom al terme celta dun. En paraules seves: "Elevats i fàcilment defensables, els emplaçaments eren escollits [en temps pre-romans] en elevacions del terreny, amb forma circular, i les pallises eren col·locades al damunt. Aquesta mena de llocs fortificats van ser anomenats dun, i London i els noms de molts altres llocs encara conserven aquesta terminació, en formes variables."
- A la publicació A New Variorum Edition of Shakespeare, del 1918, s'esmenta una variant a la teoria iniciada per Geoffrey de MonMouth, on es proposa l'expressió Lud's town, tot i que se la rebutja per considerar que l'origen d'aquest nom era més aviat saxó.[25]